# NGC 2438
NGC 2438 est une nébuleuse planétaire située dans la constellation de la Poupe. NGC 2438 a été découverte par l'astronome germano-britannique William Herschel en 1786.

## Observation
Avec une magnitude visuelle apparente de 10,8, on peut l'observer avec un télescope dont l'ouverture est d'au moins 150 mm.  

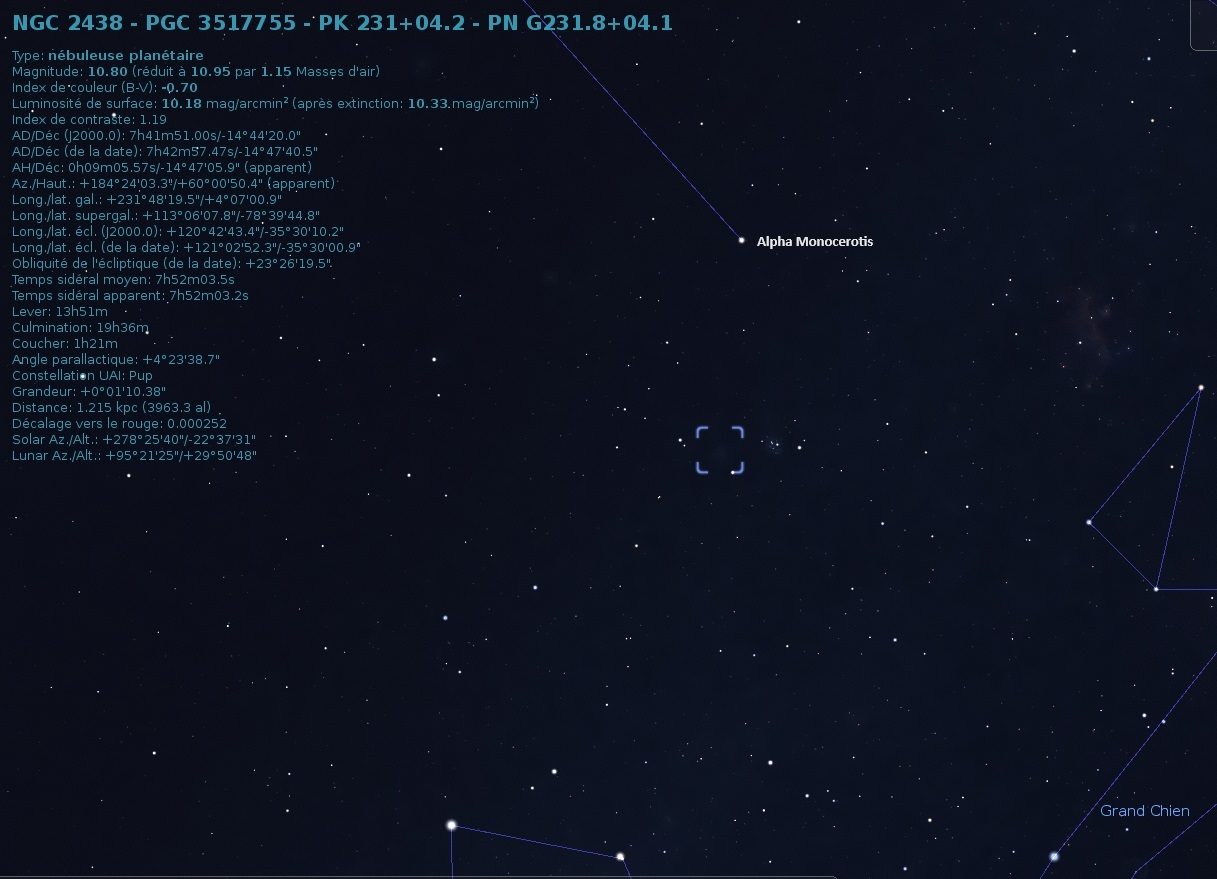
Localisation de NGC 2438 dans la constellation du Céphée (Stellarium).

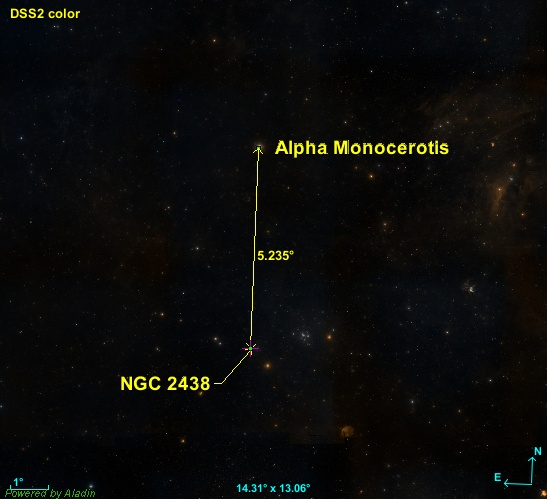
Position de NGC 2438 par rapport à une étoile.

NGC 2438 est située à environ 5,2 degrés presque directement au sud de l'étoile Alpha Monocerotis.

## Caractéristiques

### Distance, taille et vitesse
La parallaxe obtenue par le relevé Gaia est égale à 1,383 1 ± 0,221 5 mas. Cela correspond à une distance de 724+138
−100 pc, la mesure la plus précise que nous ayons à ce jour. 
Selon les sources, la taille apparente de la nébuleuse est de 1,07 minutes d'arc ou de 1,27'. La taille réelle la plus petite et la plus grande est donc de 0,633 al et de 1,039 al. Sa dimension réelle est donc de 0,84 ± 0,20 al. Toutefois, si l'on tient compte de la taille de 113" de l'immense halo externe, la taille de la nébuleuse atteint 1,57 al.
Deux valeurs identiques de la vitesse sont aussi indiquées sur Simbad, soit +77,0 ± 5,0 km/s,.

### Les halos et l'étoile centrale de NGC 2438
Des photos à très longue exposition montrent que NGC 2438 est doté d'un double halo. Le halo le plus externe vient probablement des premières phases d'expansion de l'étoile, alors que la portion centrale plus brillante s'est sans doute été formée lors de la mort de la géante rouge lorsqu'elle s'est effondrée pour devenir une naine blanche. Selon Corradi et ses collègues, la taille apparente du halo externe est de 113". Si l'on tient compte de ce halo, la taille réelle de NGC 2438 est de 1,57 ± 0,38 al. La température du halo est de 135 kK (Log10T = 5,13) et sa luminosité est de 200 {\displaystyle L_{\odot }} ({\displaystyle Log(L/L_{\odot })=2,30}). La température effective du disque entourant la naine blanche est de 144 kK. La magnitude apparente de la naine blanche centrale est de 17,02 et sa température effective de surface avoisine les 114 000 K. Selon un autre article publié en 2014, la température effective de l'étoile centrale est de 120 kK et sa luminosité est de 250{\displaystyle L_{\odot }}.

## M46 et la nébuleuse planétaire NGC 2438

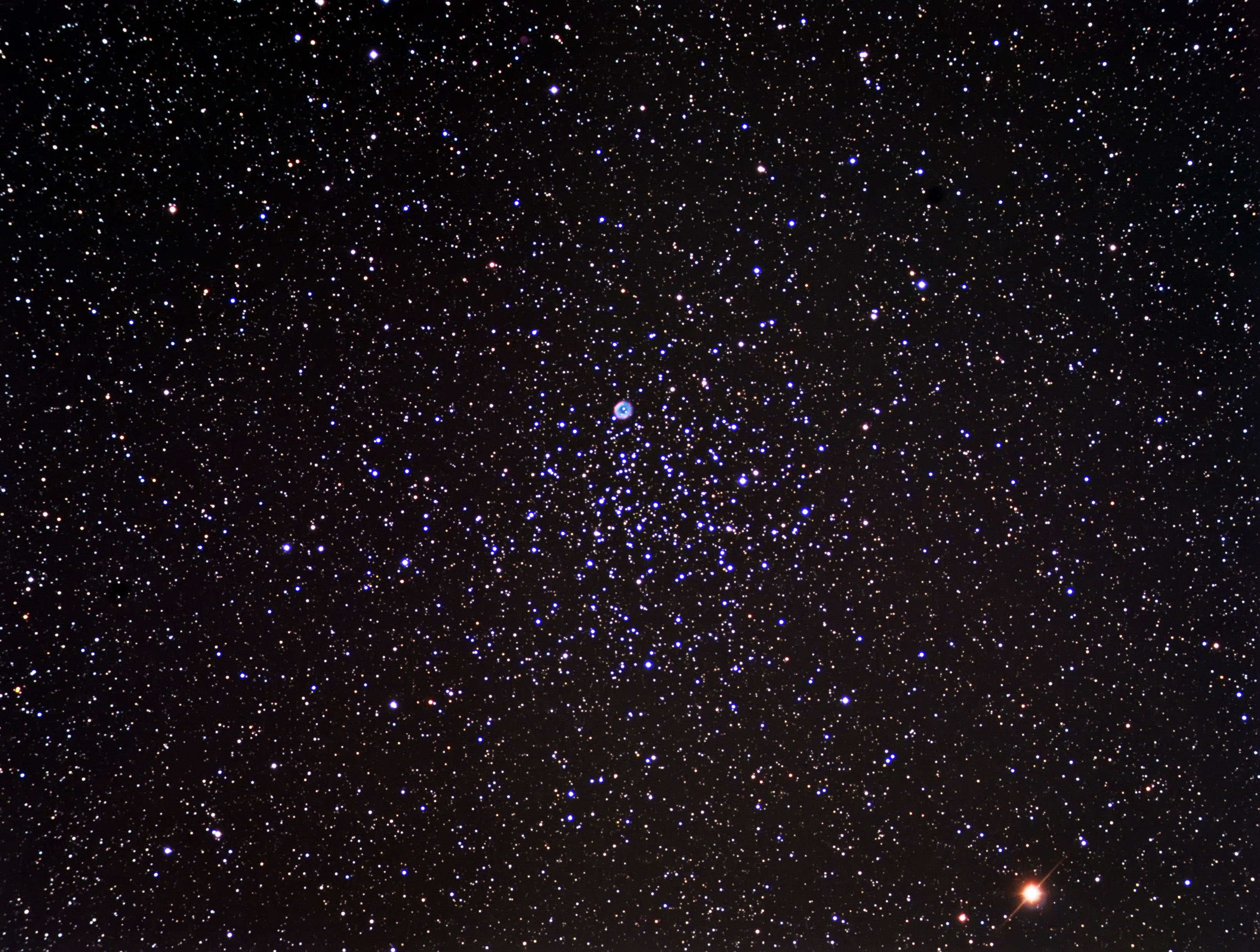
La nébuleuse planétaire NGC 2438 est le cercle bleuté superposé aux étoiles de l'amas ouvert M46 (NGC 2437), mais elle n'en fait pas partie.

On a longtemps pensé que NGC 2438 était un membre de l'amas ouvert NGC 2437. C'est assez étonnant vu l'âge des étoiles de l'amas et le temps qu'il faut à une étoile pour atteindre le stade d'évolution d'une géante rouge et pour donner naissance à une nébuleuse planétaire. Une étude publiée en 2008 montre qu'il y a une différence d'environ 30 km/s entre la vitesse moyenne des étoiles de l'amas et la nébuleuse planétaire, ce qui démontre clairement que NGC 2438 ne fait pas partie de l'amas. De plus, NGC 2438 est à environ 2360 années-lumière, passablement plus près que l'amas M46 qui est à environ 4480 années-lumière. La nébuleuse apparait donc superposée à M46 parce qu'elle est dans la même direction.

## Galerie

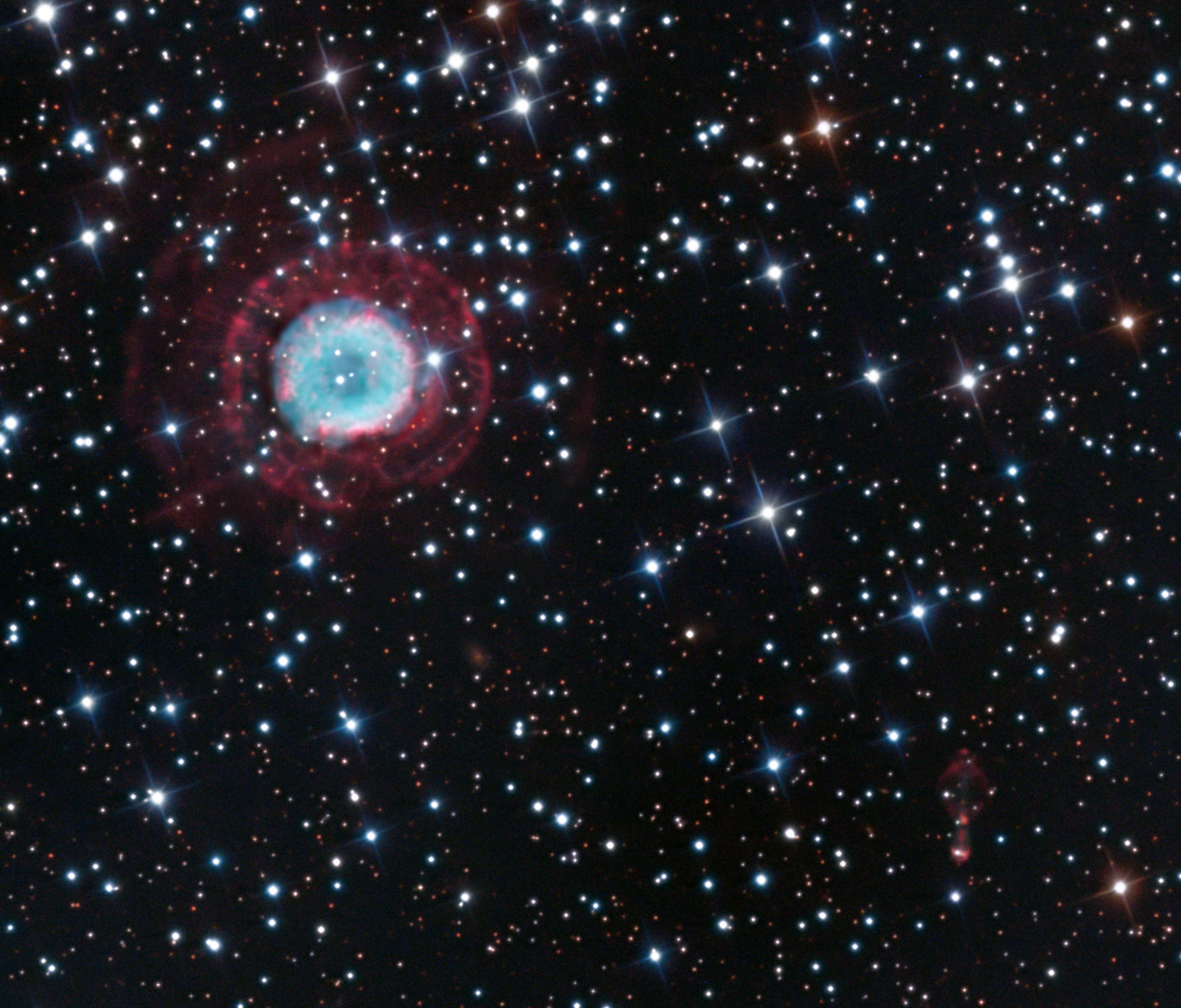
NGC 2438 par Adam Block (Observatoire du mont Lemmon/Université de l'Arizona).
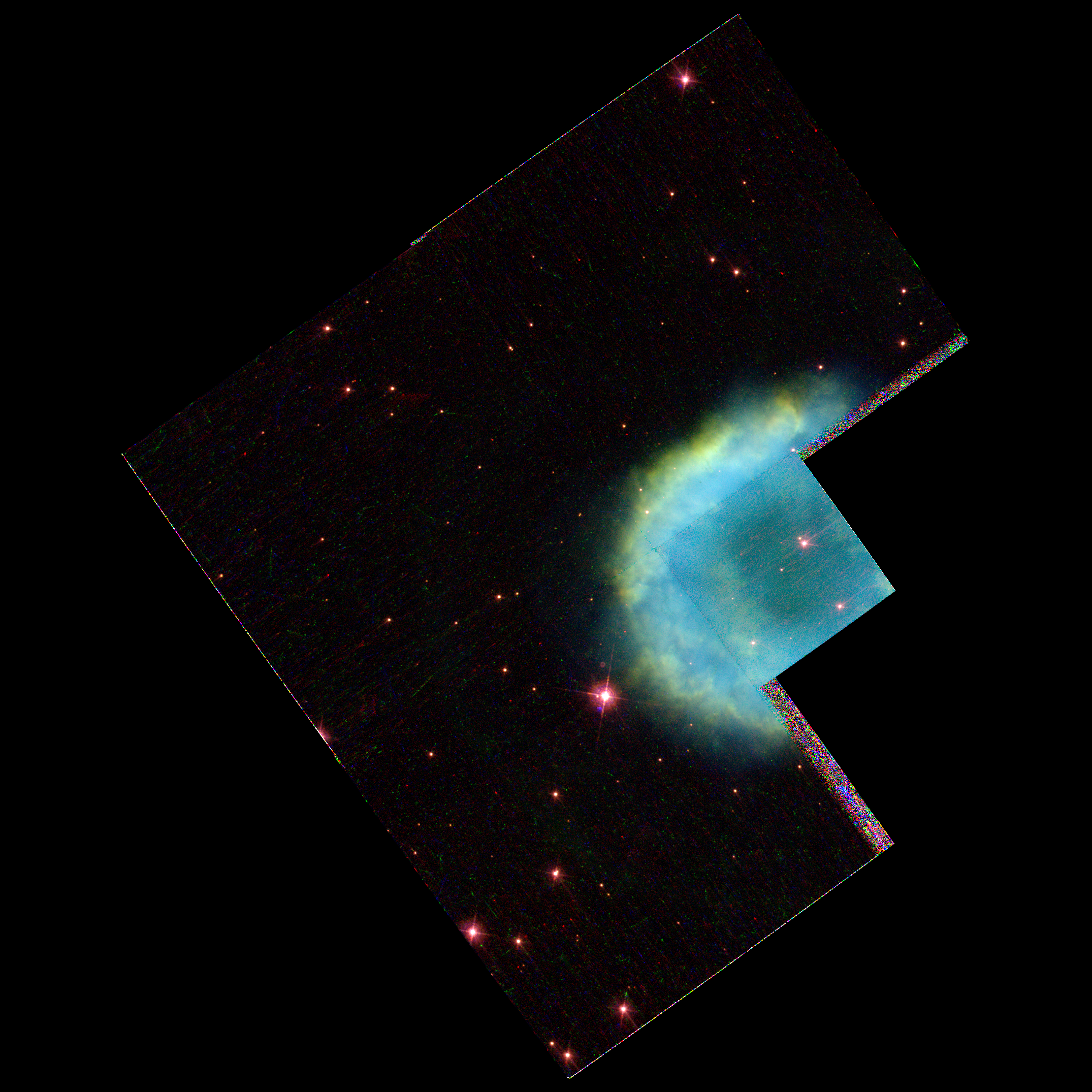
NGC 2438 par le télescope spatial Hubble.